# Espaubourg
Espaubourg település Franciaországban, Oise megyében. Lakosainak száma 504 fő (2022. január 1.). Espaubourg Blacourt, Le Coudray-Saint-Germer, Cuigy-en-Bray, Lalandelle és Saint-Aubin-en-Bray községekkel határos.

## Népesség
A település népességének változása:
| Lakosok száma | 520  | 513  | 505  | 506  | 502  | 503  | 503  | 504  |
|               | 2013 | 2015 | 2017 | 2018 | 2019 | 2020 | 2021 | 2022 |